# داروهای ضدالتهاب غیراستروئیدی
داروهای ضدالتهاب غیراستروئیدی (به انگلیسی: Nonsteroidal anti-inflammatory drug)، به اختصار NSAID، از پرکاربردترین داروهای پزشکی هستند. این داروها باعث مهار سیکلواکسیژناز می‌شوند و سه خاصیت مهم کاهش التهاب، ضد درد و تب‌بُر دارند. این گروه از داروها در دوزهای بالا اثرات ضدالتهابی دارند.NSAIDها ازاین‌رو منحصربه‌فرد هستند که غیر مخدرند و اعتیادی ایجاد نمی‌کنند. ناپروکسن و ایبوپروفن از جملهٔ این داروها محسوب می‌شود.

## دسته‌بندی
داروهای ضدالتهاب غیراستروئیدی از دیدِ ماده و ساختار پایه به گروه‌های زیر تقسیم می‌شوند:

### سالیسیلات‌ها
- آسپرین (Aspirin)
- متیل سالیسیلات (Methyl salicylate)

### آلکانوئیک اسیدها
- دیکلوفناک(Diclofenac)
- تولمتین(Tolmetin)

### مشتقات پروپیونیک اسید
- ایبوپروفن (Ibuprofen)
- ناپروکسن (Naproxen)
- فنوپروفن (Fenoprofen)
- کتوپروفن (Ketoprofen)
- فلوربیپروفن (Flur656+5)
- اکساپروزین (Oxaprozin)

### سایر گروه‌ها
- فنامیک اسیدها مانند مفنامیک اسید
- مهارکننده‌های اختصاصی Cox-۲ مانند سلکوکسیب
- پیروکسیکام
- فنیل بوتازون

## عوارض
عوارض  ضدالتهاب‌های غیر استروئیدی و آسپیرین تا حدود ۳۰ درصد از کل پذیرشهای بیمارستانی مربوط به عوارض داروها را تشکیل میدهند. مهمترین عارضهٔ داروهای ضد التهاب غیر استروئیدی مشکلات گوارشی است. بطوریکه حدود ۲۰-۱۰ درصد مصرف‌کنندگان این داروها دچار عوارض گوارشی میشوند. هرچه مقدار مصرف این داروها و طول دورهٔ درمان بیشتر باشد احتمال بروز خونریزی‌های گوارشی بیشتر است.  از دیگر عوارض جانبی این داروها آسیب‌های کلیوی است که از یک التهاب قابل برگشت ساده‌ی کلیوی تا آسیب های پایدار جدی می‌تواند متغیر باشد. همچنین ضدالتهاب‌های غیراستروئیدی موجب بالا رفتن فشار خون می شوند به خصوص در کسانی است که از داروی ضد فشار خون استفاده می کنند. دوز بالای این داروها در کسانی که بیماری کبدی دارند و یا مبتلا به آرتریت جوانان و یا تب روماتیسمی هستند می تواند ریسک آسیب‌های کبدی را بالا ببرد.

## عملکرد
آنزیم سیکلواکسیژناز باعث تبدیل اسید آراشیدونیک به پروستاگلاندینH2 می‌شود که پیش‌ساز سایر پروستاگلاندین‌ها است. در این مسیر علاوه بر پروستاگلاندینها، لوکوترینها نیز تولید می‌شوند. پروستاسایکلین و ترومبوکسان نیز متابولیت‌های این فرایند هستند. حداقل دو ایزوفرم سیکلواکسیژناز وجود دارد: Cox-۱ و Cox-۲
این داروها همچنین با تخفیف التهاب مسکن‌های غیرمخدر بسیار خوبی هستند. مکانیسم اثر ضد درد NSAIDها به‌خوبی شناخته نشده‌است . سنتز پروستاگلاندین‌ها در دستگاه عصبی مرکزی توسط پیروژن‌ها تحریک می‌شود که نتیجه آن بالارفتن درجه حرارت بدن می‌باشد. NSAIDها با مهار سنتز پروستاگلاندین‌ها در دستگاه عصبی مرکزی باعث کاهش تب (antipyretic action) می‌شوند.
تفاوت بین آسپرین و سایر NSAIDها در این است که آسپرین به‌طور غیرقابل برگشت سیکلواکسیژناز را مهار می‌کند، درحالی‌که NSAIDهای دیگر به‌طور برگشت‌پذیر سیکلواکسیژناز را مهار می‌کنند. مهار غیرقابل برگشت سیکلواکسیژناز توسط آسپرین دورهٔ اثر طولانیتر ضدپلاکتی این دارو را توجیه می‌کند. از این خاصیت آسپرین در پیشگیری از سکته قلبی و سکته مغزی استفاده می‌شود.
این داروها در درمان بسیاری از بیماری‌ها مانند استئوآرتریت، آرتریت روماتوئید، دیسمنوره، نقرس، آرتریتها، دردهای مختلف اندامها، تب و غیره به کار می‌روند و فرم‌های خوراکی، تزریقی، پماد و شیاف دارند. شایع‌ترین عوارض جانبی این داروها عوارض گوارشی آن می‌باشد ولی عوارض کلیوی نیز دارند. مفنامیک اسید، ناپروکسن و سالیسیلات نیز از این گروه هستند.

## فرضیهٔ ‍Cox-2
Cox-۱ عمدتاً درسلول‌های غیر التهابی مانند سلول‌های معده یافت می‌شوند، درحالی که Cox-۲ در سلول‌های التهابی و گلبولهای سفید یافت می‌شود. مهار Cox-۱ باعث اختلال در انعقاد خون می‌شود. داروهای قدیمی این گروه مانند آسپرین، بروفن، دیکلوفناک، پیروکسیکام و ایندومتاسین هر دو ایزوفرم آنزیم سیکلواکسیژناز را مهار می‌کنند (البته Cox-۲ را بیشتر مهار می‌کنند) لذا هرچند کمی اختلال در انعقاد خون ایجاد می‌کنند ولی بیشتر اثرات ضدالتهابی و تب بر دارند. داروهای جدید این خانواده مانند سلکوکسیب و رافلوکسیب مهارکننده اختصاصی Cox-۲ هستند.
طیف فعالیت NSAIDها، بازتابی از توانایی آن‌ها در سرکوب هر دو ایزوفورم Cox-1 و ‍Cox-2 آنزیم سیکلو اکسیژناز است که به‌طور کلی محصولات آبشار آراشیدونیک اسید را کاهش می‌دهد. مشاهدهٔ این مطلب که Cox-1 در تمام بدن وجود دارد ولی بروز Cox-2 محدود به تعدادی از بافت‌های تخصصی شده‌است و طی التهاب القا می‌شود منجر به ایجاد این فرضیه شد که Cox-1 عمدتاً مسوول اثرات ناخواستهٔ گوارشی مهارکننده‌های توأم Cox-1 و Cox-2 است؛ و Cox-2 سنتز پروستانوئیدها را در طی پروسه‌های پاتولوژیک به عهده دارد. این فرضیه حاکی است که مهارکننده‌های توأم Cox-1 و Cox-2 نظیر ایبوپروفن در دوزهای درمانی هم اثرات درمانی و هم اثرات سمی دارند. درحالی‌که مهارکننده‌های انتخابی Cox-2 باید اثرات درمانی بدون سمی بودن NSAIDş را داشته باشند. در حال حاضر در ایران سلکوکسیب دارویی است که در بازار وجود دارد و به شدت برای Cox-2 اختصاصی است و حد اقل تأثیر روی فعالیت Cox-1 را دارد. این داروها هرچند عوارض گوارشی کمتری دارند ولی عوارض کلیوی آن‌ها مشابه مهارکننده‌های غیراختصاصی Cox-۲ بوده و عوارض قلبی عروقی آن‌ها حتی ممکن است بیشتر باشد.